# Porta Venezia (Mailand)

Wappen des Stadtteils Porta Orientale

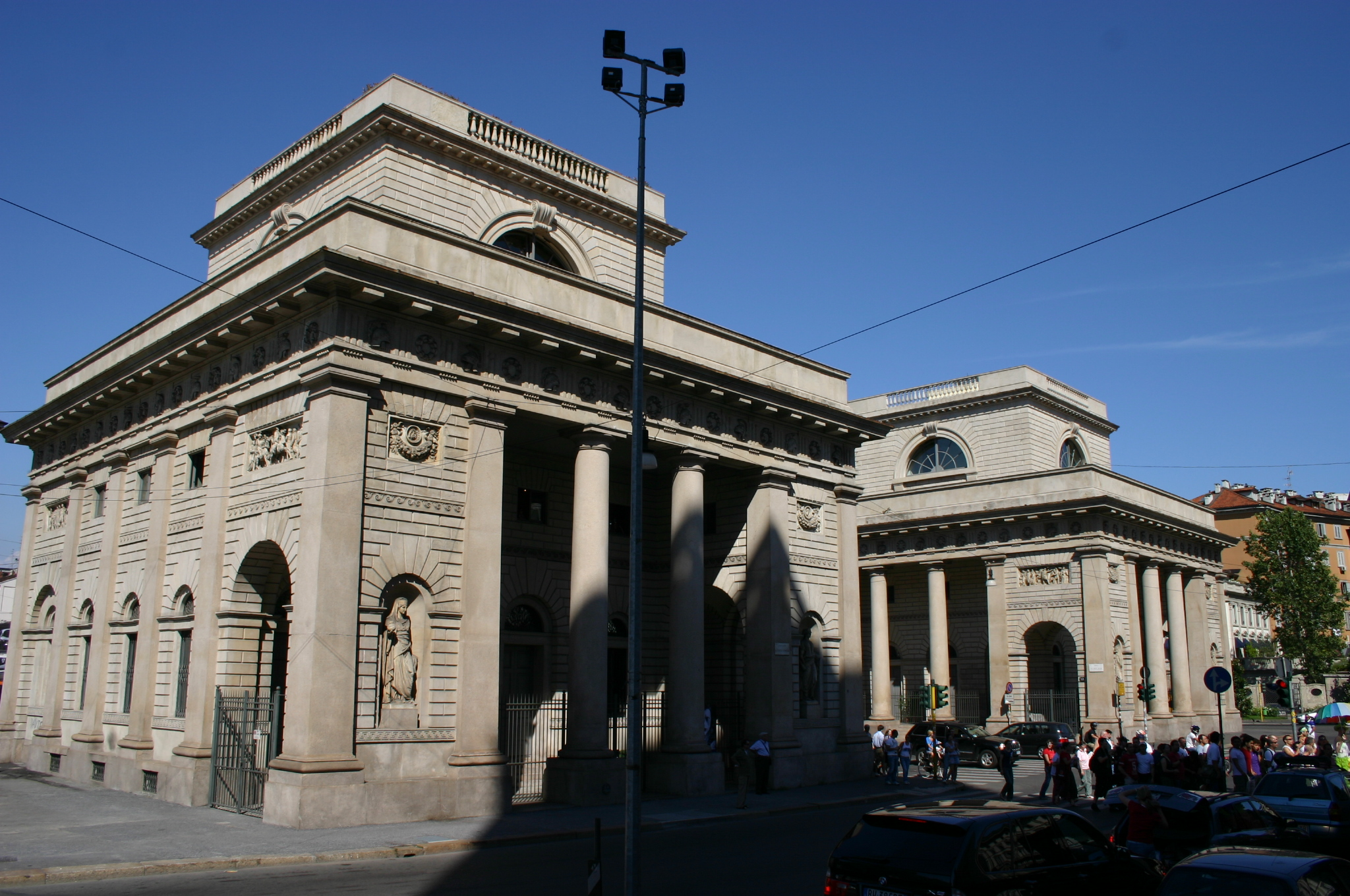
I caselli del dazio di Porta Venezia

Porta Venezia (bis 1860 Porta Orientale oder Porta Renza) ist eines der historischen Stadttore der Stadtmauern von Mailand. Es wurde im 19. Jahrhundert monumental umgestaltet.
Schon die habsburgische Regierung des späten 18. Jahrhunderts hatte die Mailänder Stadtmauern im Sinne eines Erholungsgebietes umzugestalten begonnen. Zwischen 1783 und 1786 schuf die Gemeindeverwaltung die „Giardini pubblici“ bei der Porta Orientale. Der Mauerkranz diente im 19. Jahrhundert bereits vorwiegend dem Zweck der Erhebung der kommunalen Verbrauchssteuer (dazio comunale). Ein Projekt des dominierenden Mailänder Architekten Giuseppe Piermarini zur klassizistischen Umgestaltung des Tores von 1782 blieb zunächst unausgeführt. Sein Schüler Luigi Cagnola schuf 1806 zunächst einen provisorischen Triumphbogen für den Einzug des Vizekönigs Eugène Beauharnais. Im Jahr 1825, zum Einzug von Kaiser Franz I. und seiner Gemahlin, wurden die Arbeiten wieder aufgenommen. Die als (Steuer-)Linienamt dienenden Seitengebäude wurden 1827 und 1828 fertiggestellt. Sie sind Schöpfungen des Architekten Rodolfo Vantini. Im Jahr 1831 wurden schließlich die Statuen und Reliefs angebracht.
Porta Orientale war auch der Name eines der sechs historischen Stadtteile von Mailand.